# Рейнер, Трейси
Тре́йси Ре́йнер (англ. Tracy Reiner), урождённая — Ге́нри (англ. Henry; 7 июля 1964, Альбукерке, Нью-Мексико, США) — американская актриса.

## Биография
Трейси Генри родилась 7 июля 1964 года в Альбукерке (штат Нью-Мексико, США) в семье актрисы Пенни Маршалл и её первого мужа Майкла Генри.
Трейси снималась в кино 31 лет, в 1979—2010 года, и за это время она сыграла в 33-х фильмах и телесериалах. Она также является продюсером.
Трейси замужем за Мэттью Теодором Конланом. У супругов есть пятеро детей, включая дочь Беллу Конлан (род.23.05.2005).